# Slovník roku
Soutěž Slovník roku pořádá Jednota tlumočníků a překladatelů od roku 1994. O výsledcích rozhoduje porota složená ze zástupců tlumočnických a překladatelských organizací z České republiky (České komory tlumočníků znakového jazyka, Asociace konferenčních tlumočníků ASKOT, Jednoty tlumočníků a překladatelů, Komory soudních tlumočníků ČR a Obce překladatelů), Slovenské spoločnosti prekladateľov odbornej literatúry, Ústavu translatologie FF UK v Praze, Svazu českých knihkupců a nakladatelů a dalších. Podle složení jednotlivých ročníků uděluje porota kromě hlavní ceny Slovník roku, ceny poroty v dalších kategoriích a čestná uznání. Předávání cen se obvykle koná na veletrhu Svět knihy.
Hlavní cenu dotuje Jednota tlumočníků a překladatelů částkou 20 000 Kč a cenu poroty za překladový slovník Asociace konferenčních tlumočníků ASKOT částkou 10 000 Kč.

## Laureáti soutěže
2016
Slovník roku: Wikipedie
Cena poroty za překladový slovník: Charif Bahbouh: ARABSKO-ČESKÝ SLOVNÍK, ISBN 978-80-88099-01-7
Cena poroty za výkladový slovník: Romana Straussová, Monika Knotková a Ivana Mátlová: Obrázkový slovník sociálních situací pro děti s poruchou autistického spektra,
Cena poroty za biografický slovník: Lubomír Machala, a kol.: Panorama české literatury, (1. díl do roku 1989) ISBN 978-80-242-4818-9, (2. díl po roce 1989) ISBN 978-80-242-5054-0
Cena poroty za encyklopedii všeobecnou: Jozef Genzor: Jazyky světa, ISBN 978-80-7508-061-5
Cena poroty za encyklopedii přírodovědnou: Moravec, Jiří a kol.: Plazi-Reptilia, ISBN 978-80-200-2416-9
Cena poroty za encyklopedii – umění a řemesla: Fotografie – Velké obrazové dějiny, ISBN 978-80-242-5018-2
Čestné uznání: Ivo Vasiljev, - Nguyễn Quyết Tiến: Velký učební česko-vietnamský slovník. (1. díl A-G), ISBN 978-80-87194-37-9, (2. díl H-Koník), ISBN 978-80-905702-0-7, (3. díl Koniklec-O), ISBN 978-80-906217-0-1
Čestné uznání: Olga Kovačičová, Mária Kusá: Slovník slovenských prekladateľov umeleckej literatúry – 20. storočie (A-K), ISBN 978-80-224-1428-9
Čestné uznání: Eva Šormová a kol.: Česká činohra 19. a začátku 20. století. osobnosti I. A-M, II. N-Ž, ISBN 978-80-200-2467-1